# Хальсе, Арне
Арне Хальсе (норв. Arne Halse; 20 октября 1887, Кристиансунн — 3 июля 1975, Тронхейм) — норвежский легкоатлет, серебряный и бронзовый призёр летних Олимпийских игр 1908.
На внеочередной Олимпиаде 1906 в Афинах Хальсе стал седьмым в метании копья. На Играх 1908 в Лондоне он выиграл серебряную медаль в метании копья, бронзовую в метании копья вольным стилем и стал пятым в толкании ядра. На следующей Олимпиаде 1912 в Стокгольме Хальсе занял пятую позицию в метании копья двумя руками и седьмым в метании одной рукой.
Хальсе также является чемпионом Норвегии в метании копья (1905-1907 и 1909) и в толкании ядра (1906, 1907 и 1909).